# فرديناندو الأول ملك نابولي
فرديناندو الأول (2 يونيو 1423 - 25 يناير 1494)، ويسمى أيضا دون فرانتي(Don Ferrante)، كان ملكا لنابولي في الفترة بين عامي 1458 و1494. و هو ابن ألفونسو الخامس ملك أراغون والأول على صقلية ونابولي.